# فاستر اند پارتنرز
فاستر اند پارتنرز (انگلیسی: Foster and Partners) شرکت معماری بریتانیایی است، که در سال ۱۹۶۷ توسط نورمن فاستر و اسپنسر دی گری تأسیس شد.